# Liste des ministres de la Santé de la Communauté germanophone de Belgique
Voici la liste des ministres de la Santé de la Communauté germanophone de Belgique depuis la création de la fonction en 1984.
| Titulaire | Titulaire   | Titulaire                   | Parti | Mandat                                                         | Gouvernement | Portefeuille ministériel                                                                                                   |
| --------- | ----------- | --------------------------- | ----- | -------------------------------------------------------------- | --- | --- |
| 1         |             | Joseph Maraite (1949-)      | CSP   | 6 juin 1984 – 3 décembre 1986 (2 ans, 5 mois et 27 jours)      | Fagnoul | Ministre de la Santé, de la Famille, des Sports et du Tourisme                                                             |
| 2         |             | Mathieu Grosch (1950-)      | CSP   | 3 décembre 1986 – 5 décembre 1990 (4 ans et 2 jours)           | Maraite I | Ministre de la Jeunesse, des Sports, de l'Éducation permanente et des Affaires sociales                                    |
| (1)       |             | Joseph Maraite (1949-)      | CSP   | 5 décembre 1990 – 14 juillet 1999 (8 ans, 7 mois et 9 jours)   | Maraite II | Ministre-président et Ministre des Finances, de la Santé, de la Famille, des Sports et du Tourisme                         |
| (1)       | Maraite III | Joseph Maraite (1949-)      | CSP   | 5 décembre 1990 – 14 juillet 1999 (8 ans, 7 mois et 9 jours)   | Ministre-président et Ministre des Finances, des Relations internationales, de la Santé, de la Famille, des Seniors, des Sports et du Tourisme                                                                   | |
| 3         |             | Karl-Heinz Lambertz (1952-) | SP    | 5 décembre 1990 – 22 juillet 2004 (13 ans, 7 mois et 17 jours) | Maraite II | Ministre des Médias, de l'Éducation permanente, du Recyclage, de la Politique pour les handicapés et du Bien-être          |
| 3         | Maraite III | Karl-Heinz Lambertz (1952-) | SP    | 5 décembre 1990 – 22 juillet 2004 (13 ans, 7 mois et 17 jours) | Ministre de la Jeunesse, de l'Éducation, des Médias et des Affaires sociales | |
| 3         | Lambertz I  | Karl-Heinz Lambertz (1952-) | SP    | 5 décembre 1990 – 22 juillet 2004 (13 ans, 7 mois et 17 jours) | Ministre-président et Ministre de l'Emploi, de la Politique du handicap, des Médias, des Sports, de la Coordination des politiques, des Relations extérieures, du Personnel, des Finances et des Infrastructures | |
| 4         |             | Hans Niessen (1950-)        | Ecolo | 14 juillet 1999 – 22 juillet 2004 (5 ans et 8 jours)           | Lambertz I | Ministre de la Politique de la jeunesse, de la Protection des monuments, des Affaires sociales et de la Formation continue |
| 5         |             | Bernd Gentges (1943-)       | PFF   | 22 juillet 2004 – 23 juin 2009 (4 ans, 11 mois et 1 jour)      | Lambertz II | Vice-Ministre-président et Ministre de l'Emploi, des Affaires sociales, de l'Agriculture et du Tourisme                    |
| 6         |             | Harald Mollers (1977-)      | ProDG | 23 juin 2009 – 26 juin 2014 (5 ans et 3 jours)                 | Lambertz III | Ministre de la Politique sociale                                                                                           |
| 7         |             | Antonios Antoniadis (1985-) | SP    | 26 juin 2014 – 1er juillet 2024 (10 ans et 5 jours)            | Paasch I | Ministre de la Famille, de la Santé et des Affaires sociales                                                               |
| 7         | Paasch II   | Antonios Antoniadis (1985-) | SP    | 26 juin 2014 – 1er juillet 2024 (10 ans et 5 jours)            | Vice-Ministre-président et Ministre de la Santé, des Affaires sociales, de l'Aménagement du territoire et du Logement                                                                                            | |
| 8         |             | Lydia Klinkenberg (1981-)   | ProDG | 1er juillet 2024 (8 mois et 14 jours)                          | Paasch III | Ministre de la Famille, des Affaires sociales, du Logement et de la Santé                                                  |